# 亚武兹·塞莱克曼
亚武兹·塞莱克曼（土耳其語：Yavuz Selekman，1937年2月15日—2004年3月18日），土耳其男子摔跤运动员。他曾代表土耳其参加世界摔跤锦标赛，获得一枚铜牌。他也曾参加1964年夏季奥林匹克运动会。